# تشوه مجرى الهواء الرئوي الخلقي
تشوه مجرى الهواء الرئوي الخلقي (CPAM)، المعروف سابقًا باسم التشوه شبه الغدي الكيسي الخلقي، هو اضطراب خلقي في الرئة يشبه الانحجاز الرئوي. في هذا المرض، عادةً ما يتم يُستبدل فص رئوي كامل بقطعة كيسية غير وظيفية من أنسجة الرئة غير الطبيعية. لا يؤدي هذا النسيج غير الطبيعي عمل النسيج الرئوي الطبيعي. السبب الكامن وراء تشوه مجرى الهواء الرئوي الخلقي غير معروف. يصيب المرض 1 من بين كل 30000 حالة حمل.
في معظم الحالات، يكون مصير الجنين المصاب بتشوه مجرى الهواء الرئوي الخلقي جيد جدًا. في حالات نادرة، تنمو الكتلة الكيسية بشكل كبير بحيث تحد من نمو الرئة المحيطة وتضغط على القلب. في هذه الحالات، قد يهدد المرض حياة الجنين. يمكن تقسيم CPAM إلى خمسة أنماط، بناءً على المظاهر السريرية والمرضية. النمط الأول من CPAM هو الأكثر شيوعًا، يتميز بوجود كيسات كبيرة ويكون إنذاره جيد. غالبًا ما يكون CPAM من النمط الثاني (يتميز بكيسات متوسطة الحجم) ذا إنذار سيئ، نظرًا لارتباطه المتكرر بشذوذات أخرى هامة. تعد الأنواع الأخرى نادرة.

## الأعراض
ثلاثة أرباع المرضى المصابين لا تظهر عليهم أعراض. رغم ذلك، يُصاب 25% منهم بالزرقة واسترواح الصدر وتظهر عليهم علامات صعوبة التنفس (تسرع التنفس وانكماش وربي) عند الفحص، قد يظهر رنين مفرط عند القرع، ونفخة حويصلية متضائلة وعدم تناظر في القفص الصدري.

## التشخيص
غالبًا ما يُشخص تشوه مجرى الهواء الرئوي الخلقي أثناء التصوير بالأمواج فوق الصوتية الروتيني قبل الولادة. تشمل الخصائص المحددة الظاهرة في المخطط الصدوي ما يلي: كتلة مولدة للصدى (ساطعة) في صدر الجنين، أو إزاحة القلب عن وضعه الطبيعي، أو حجاب حاجز مسطح أو مقلوب (مدفوع إلى أسفل)، أو عدم وجود أنسجة رئوية مرئية.
تُصنف CPAMs إلى ثلاثة أنواع مختلفة تعتمد إلى حد كبير على مظهرها الإجمالي. النوع الأول يحتوي على كيسات كبيرة متعددة المساكن (> 2 سم). يتميز النوع الثاني بكيسات موحدة أصغر حجمًا. النوع الثالث ليس كيسيًا بشكل كامل، ويُسمى النوع «شبه الغدي». مجهريًا، لا تبدو الآفات ككيسات حقيقية، لكنها تتصل مع اللُحمة المحيطة. تتصل بعض الآفات بشكل غير طبيعي بأوعية دموية من الشريان الأبهر وتُدعى «الآفات الهجينة».

### التصوير
يعد التصوير بالأمواج فوق الصوتية قبل الولادة أبكر مرحلة يمكن عندها اكتشاف تشوه مجرى الهواء الرئوي الخلقي. يتضمن الوصف الكلاسيكي كتلة رئوية مولدة للصدى تختفي تدريجياً أثاء التصوير بالأمواج فوق الصوتية اللاحق. يرجع الاختفاء إلى امتلاء الكيسة بالسوائل على مدى فترة الحمل، ما يسمح للأمواج فوق الصوتية باختراقها بسهولة أكبر وجعلها غير مرئية على المخطط الصدوي. عندما يتطور CPAM بسرعة، قد يزداد معدل الإصابة بانسداد التدفق الوريدي وفشل القلب، وفي النهاية، استسقاء جنيني. إذا لم يكن الماء موجودًا، يملك الجنين فرصة 95% للبقاء على قيد الحياة. عند وجود الماء، يكون خطر موت الجنين أكبر بكثير بدون جراحة الرحم لتصحيح الفيزيولوجيا المرضية. أكبر فترة نمو هي خلال نهاية الثلث الثاني من الحمل، بين 20-26 أسبوعًا.